# Керанд (комуна)
Керанд (рум. Cărand) — комуна у повіті Арад в Румунії. До складу комуни входять такі села (дані про населення за 2002 рік):
- Керанд (763 особи) — адміністративний центр комуни
- Селіштя (557 осіб)

Комуна розташована на відстані 384 км на північний захід від Бухареста, 66 км на північний схід від Арада, 121 км на захід від Клуж-Напоки, 100 км на північний схід від Тімішоари.

## Населення
За даними перепису населення 2002 року у комуні проживали 1320 осіб.
Національний склад населення комуни:
| Національність | Кількість осіб | Відсоток |
| -------------- | -------------- | -------- |
| румуни         | 1182           | 89,5%    |
| цигани         | 124            | 9,4%     |
| словаки        | 10             | 0,8%     |
| угорці         | 3              | 0,2%     |
| серби          | 1              | 0,1%     |

Рідною мовою назвали:
| Мова      | Кількість осіб | Відсоток |
| --------- | -------------- | -------- |
| румунська | 1197           | 90,7%    |
| циганська | 121            | 9,2%     |
| угорська  | 2              | 0,2%     |

Склад населення комуни за віросповіданням:
| Релігія        | Кількість осіб | Відсоток |
| -------------- | -------------- | -------- |
| православні    | 779            | 59,0%    |
| баптисти       | 288            | 21,8%    |
| п'ятдесятники  | 239            | 18,1%    |
| адвентисти     | 8              | 0,6%     |
| греко-католики | 3              | 0,2%     |
| римо-католики  | 2              | 0,2%     |
| реформати      | 1              | 0,1%     |